# Всеобщая энциклопедия С. Оргельбранда (1859)
Всеобщая энциклопедия С. Оргельбранда (пол. S. Orgelbranda Encyklopedia Powszechna) — одна из первых польских энциклопедий, изданных на польском языке в 28 томах в 1859—1868 годах в Царстве Польском Российской империи.
Инициатором был видный польско-еврейский издатель и книготорговец Самуэль Оргельбранд.
Всеобщую энциклопедию С. Оргельбранда, в отличие от «Новых Афин», часто называют первой современной польской энциклопедией.
Издательская фирма Самуэля Оргельбранда выпустила три энциклопедии в пяти редакциях:
- Всеобщая энциклопедия С. Оргельбранда (1859), 28 томов, Варшава, 1859—1868
- Всеобщая энциклопедия С. Оргельбранда(1872), 12 томов, Варшава, три издания: 1872—1876; 1877—1879; 1883—1884;
- Всеобщая энциклопедия С. Оргельбранда (1898), иллюстрированное издание, 18 томов, Варшава, 1898—1904 (16 томов основной), 1911 дополнение, часть I и дополнение, часть II в 1912 г.

Практически с самого начала издания, среди авторов энциклопедии был, в частности, Генрих Фридрих Левестам, который являлся редактором отдела истории, литературы и географии и постоянным сотрудником в этом отделе.

## Содержание
- том 1. A-Aosta
- том 2. Apaczai-Bąkowski
- том 3. Bdanie-Bolintineano
- том 4. Bolivar-Cechy
- том 5. Cecil-Culag
- том 6. Cullen-Dennica --
- том 7. Dennokwiatowe-Eckhel
- том 8. Eckhof-Flemming
- том 9. Flemming-Glina
- том 10. Glina-Guise
- том 11. Guizot-Hoffmann
- том 12. Hoffmann-Jan II
- том 13. Jan III-Kapillarne naczynia i zjawiska
- том 14. Kapilorek- Kodeń
- том 15. Kodesz-Krasiński
- том 16. Krasiński-Liber
- том 17. Libera-Marek
- том 18. Maremmy-Mstów
- том 19. Msta-Optyka
- том 20. Optymaci-Polk
- том 21. Polka-Realne nauki i szkoły
- том 22. Reasumpcya-Saski błękit
- том 23. Saski dom-Starowiercy
- том 24. Starowolski-Tarnogrodzka konfederacyja
- том 25. Tarnopol-Uła
- том 26. Ułamki-Wikaryjusz
- том 27. Wikaryjusz apostolski-Wybrzeże
- том 28. Wybuch-Żyżmory.